# Lepthyphantes vividus
Lepthyphantes vividus är en spindelart som beskrevs av Denis 1955. Lepthyphantes vividus ingår i släktet Lepthyphantes och familjen täckvävarspindlar.
Artens utbredningsområde är Libanon. Inga underarter finns listade i Catalogue of Life.